# Granatnik RPG-2

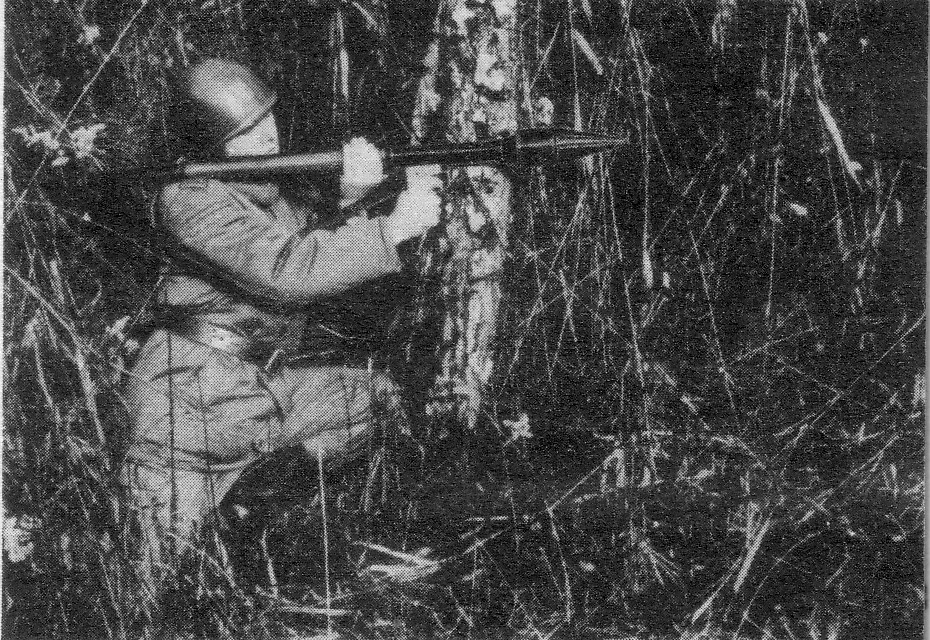
Polski żołnierz z granatnikiem RPG-2

RPG-2 (pol. ozn. RGPpanc-2) – ręczny granatnik przeciwpancerny konstrukcji radzieckiej z okresu po II wojnie światowej.
Podstawową amunicją granatnika jest pocisk nadkalibrowy stabilizowany za pomocą rozkładających się po strzale brzechw.
RPG-2 został wprowadzony na uzbrojenie Armii Radzieckiej w roku 1949. Był używany również w innych państwach Układu Warszawskiego. Przyjęto go na uzbrojenie Ludowego Wojska Polskiego pod nazwą 40 mm granatnik przeciwpancerny RGPpanc-2. Przez Wojsko Polskie używany od 1957 roku (zastępując czechosłowacki granatnik P-27). Granatnik znajdował się w wyposażeniu drużyny piechoty, jako jej podstawowy środek przeciwpancerny.
Granatnik RPG-2 produkowano w Chinach pod nazwą Typ-56.
Zastąpiony przez granatnik RPG-7.

## Dane taktyczno-techniczne
- kaliber:
  - głowicy pocisku kumulacyjnego: 80 mm[1]
- masa naboju: 1,84 kg[1]
- długość naboju: 670 mm[1]
- amunicja: nadkalibrowy nabój przeciwpancerny PG-2 z głowicą kumulacyjną
- strzał bezwzględny: 100 m|[1]